# Донецк (Русия)
 Тази статия е за града в Русия.  За града в Украйна вижте Донецк.  
Донецк (на руски: Донецк) е град, разположен в Ростовска област, Русия. Населението му към 1 януари 2018 година е 47 770 души.